# Mount Coleman (Antarktika)
Mount Coleman ist ein 1110 m hoher und abgerundeter Berg im ostantarktischen Viktorialand. Als höchste Erhebung der MacDonald Hills in der Asgard Range ragt er unmittelbar östlich des Commonwealth-Gletschers am Kopfende des New Harbour auf.
Teilnehmer der Terra-Nova-Expedition (1910–1913) unter der Leitung des britischen Polarforschers Robert Falcon Scott kartierten ihn. Charles Seymour Wright (1887–1975), der kanadische Physiker der Forschungsreise, benannte ihn nach dem kanadischen Geologen Arthur Philemon Coleman (1852–1939).